# Вторичное дифференциальное исчисление
Вторичное дифференциа́льное исчисле́ние — раздел современной математики, который расширяет классическое дифференциальное исчисление на многообразиях до пространства решений нелинейных дифференциальных уравнений в частных производных. Заслуга открытия вторичного дифференциального исчисления принадлежит профессору Александру Михайловичу Виноградову.

## Суть теории
В математике существует связь между алгеброй и геометрией, то есть для любого алгебраического уравнения можно найти геометрический аналог. Геометрическим аналогом для нелинейных дифференциальных уравнений являются очень сложные, иногда бесконечномерные геометрические объекты с большим количеством структур (характеристические конусы, L-лучи и т. д.); для подробного их изучения и был создан данный математический аппарат.
Данная теория оперирует вторичными аналогами классического анализа (вторичные векторные поля, вторичные модули над вторичной гладкой алгеброй функций и т. д.).
В данной теории вводятся диффеотопы (англ. diffiety) — геометрические объекты, играющие в ней такую же роль, как и алгебраические многообразия в теории алгебраических уравнений. Они представляют собой особого рода многообразия, как правило, бесконечномерные, снабжённые контактной структурой бесконечного порядка. Вторичное дифференциальное исчисление есть дифференциальное исчисление на диффеотопах, принимающее во внимание эту контактную структуру. Бесконечномерность диффеотопов делает невозможным построение дифференциального исчисления стандартными методами. Именно поэтому здесь неизбежно применение алгебраического подхода.
Замечательным и неожиданным фактом, выяснившимся в процессе построения вторичного дифференциального исчисления является то, что его объекты суть классы когомологий некоторых дифференциальных комплексов, естественным образом возникающих на диффеотопах.

## Диффеотопия
На основании данной теории была создана синтетическая математическая теория, называемая диффеотопией (не стоит путать с охватывающей изотопией). Она является синтезом двух теорий — первичного дифференциального исчисления, то есть теории функторов дифференциального исчисления над коммутативными алгебрами, и вторичного дифференциального исчисления. Это новый динамично развивающийся раздел математики, который представляет собой своеобразный и естественный синтез многих современных математических дисциплин, таких как геометрическая теория нелинейных дифференциальных уравнений в частных производных, коммутативная и гомологическая алгебра, алгебраическая топология, алгебраическая и дифференциальная геометрия, дифференциальное исчисление над коммутативными алгебрами и других.
Актуальные проблемы диффеотопии можно разделить на два больших класса. К первому относятся проблемы, связанные с выявлением и исследованием базовых структур первичного и вторичного исчислений. Ко второму классу относятся многочисленные проблемы технического и вычислительного характера, связанные с решением конкретных задач диффеотопическими методами. Скажем, задача нахождения всех законов сохранения или преобразований Бэклунда для заданной системы дифференциальных уравнений, которая является алгоритмической в рамках вторичного исчисления, даёт пример простейшей проблемы этого класса. Актуальные вычисления, использующие методы вторичного дифференциального исчисления, зачастую оказываются столь сложными и трудоёмкими, что их осуществление без надлежащей компьютерной поддержки становится невозможным. Поэтому разработка соответствующего специализированного программного обеспечения для символических «вторичных» вычислений является исключительно важной задачей.

## Применение теории
Данная теория уже сейчас находит приложения в современной физике, а именно: раздел современной квантовой теории поля, связанный с БРСТ- квантованием и антиполевым формализмом естественно и концептуально прозрачно описывается на языке вторичного дифференциального исчисления (связанный с этим раздел физики называется когомологической физикой).

## См.также
- U-геометрия
- Многообразия джетов
- Контактная геометрия